# Língua yawanawá
A língua yawanawá (AFI: [ja.ˌwa.na.'wa]) pertence à família pano. Ela é utilizada pelo povo yawanawá, que reside na Terra Indígena Rio Gregório, no Acre, Brasil. Não há uma classificação definitiva dos ramos da família pano; o yawanawá foi considerado parte do sub-grupo juruá-purus do pano central, e mais recentemente classificada como pano das cabeceiras pertencente ao ramo pano-purus.
O yawanawá é uma língua ameaçada, já que ela possui aproximadamente 160 falantes, o que representa menos de um terço do povo yawanawá. Os yawanawás que não falam a língua são monolíngues em português. Esse declínio se deve ao amplo contato do povo com missionários, que promoviam um processo de aculturação por meio da conversão ao cristianismo.
Até a década de 1980, quase todos os registros da língua eram feitos pelos missionários. Após o povo Yawanawá expulsá-los de suas aldeias, foi iniciado um processo de resgate cultural e linguístico que segue acontecendo por meio das iniciativas do PRODOCLIN (Projeto de Documentação de Línguas Indígenas) e dos eventos organizados pelo povo, como os festivais Yawa e Mariri Yawanawá.
A representação ortográfica da língua é feita por meio do alfabeto latino. A escrita foi inicialmente desenvolvida pelos missionários e depois foi apropriada pelas escolas yawanawás. A prosódia do yawanawá segue o padrão de acentuação iâmbico. A língua é ergativa-absolutiva com ordem de sentença sujeito-objeto-verbo (SOV).

## Etimologia

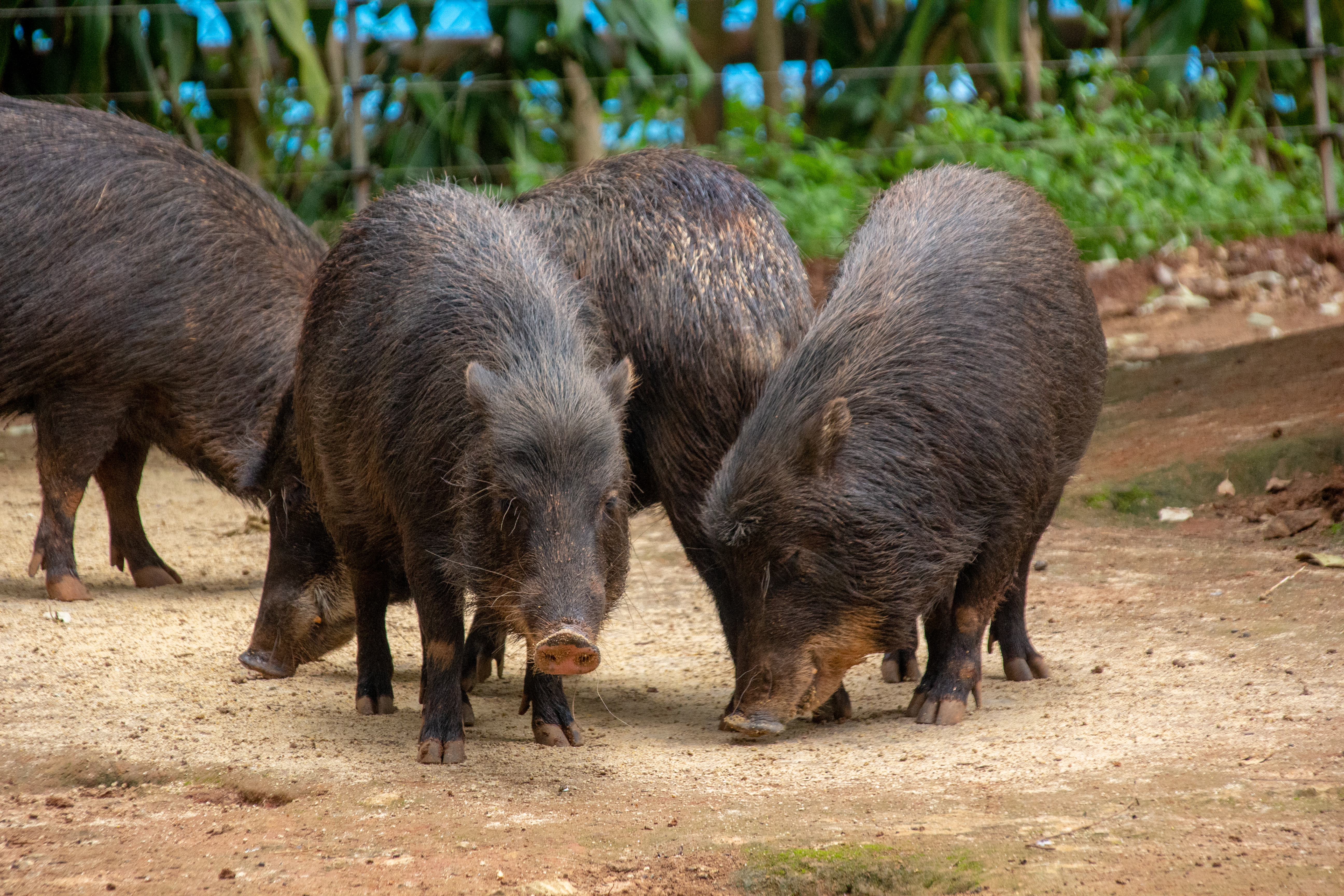
Grupo de queixadas

O nome yawanawá significa 'povo queixada' (yawa  'queixada', nawa 'povo'). A escolha desse animal se deve a sua tendência a andar em bandos, o que reflete os ideais dos yawanawás. Além do nome, a queixada é um símbolo frequente na cultura yawanawá.

## Distribuição
O povo yawanawá possui cerca 500 pessoas, mas apenas cerca de 160 são falantes da língua yawanawá. O povo se encontra na Terra Indígena Rio Gregório, a primeira Terra Indígena a ser demarcada no Acre. A maioria da população yawanawá vive em sete aldeias dessa região: Matrinxã, Amparo, Sete Estrelas, Tibúrcio, Escondido, Mutum e Nova Esperança. Esta última aldeia é o lar de metade da população da Terra Indígena. Também há algumas famílias yawanawás que moram nos municípios perto da Terra Indígena, como Tarauacá, Feijó, Sena Madureira, Cruzeiro do Sul e Rio Branco.
A língua também carece de documentação, e ainda não há um estudo aprofundado das relações do yawanawá com outras línguas indígenas ou seus dialetos.

## História

### Relação entre o povo Yawanawá e a sociedade não-indígena
O primeiro contato documentado dos yawanawás com homens brancos foi em 1905, por intermédio do seringalista Ângelo Ferreira. Relatos dizem que o primeiro contato foi pacífico: um jovem yawanawá chamado Iva Stiho ofereceu carne de veado a Ferreira e seus companheiros, e o homem retribuiu com um saco de farinha ou um terçado (relatos divergem). De qualquer maneira, ambas as coisas eram até então desconhecidos para o povo yawanawá. Após o primeiro contato com os seringalistas, Iva Stiho, depois batizado Antônio Luis, continuou a mediar as relações entre seu povo e os estrangeiros até sua morte.
Logo após a morte de Antônio Luis em 1974, seu primogênito Raimundo Luis Tuĩ Kuru assumiu a liderança do povo yawanawá. Diferente de seu pai, Tuĩ Kuru recebeu os missionários evangélicos do grupo Novas Tribos Brasil e concordou com suas condições. Foram abertas escolas onde a língua yawanawá era abordada, mas o objetivo final era o aprendizado da língua portuguesa e a conversão ao cristianismo. Isso foi um dos maiores fatores na diminuição do uso do yawanawá fora do contexto escolar. No entanto, também foram essas escolas que criaram o primeiro registro ortográfico da língua. Os padres enviaram alguns jovens yawanawás alfabetizados em português para escolas como o Instituto Rio Branco como uma tentativa de trazer a cultura branca para o povo yawanawá, mas o efeito acabou sendo o contrário, já que muitos  dos jovens se juntaram a movimentos sociais indígenas e começaram a se organizar contra a dominação que era imposta a eles. Isso desencadeou uma série de mudanças, como a expulsão da madeireira Panacre, que explorava a madeira dos antigos seringais, na década de 1980 e depois os próprios missionários evangélicos na década de 1990.

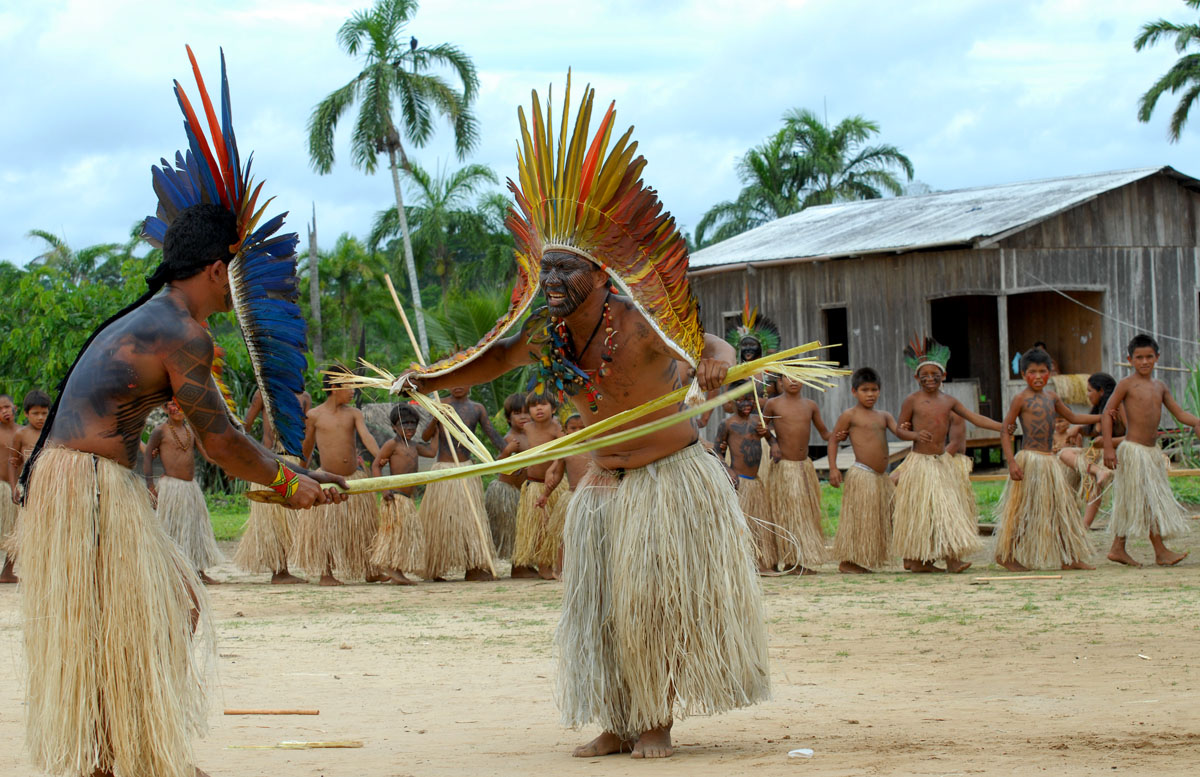
9º Festival Yawa

Entre estes jovens estava Biraci Brasil Nixiwaka, um dos maiores ativistas yawanawás. Além de ser um dos líderes das reinvindicações pela demarcação da Terra Indígena Rio Gregório, Biraci fundou a UNI-AC (União Nacional dos Índios do Acre) e trabalhou com a UNI (União Nacional dos Índios) e a FUNAI (Fundação Nacional dos Povos Indígenas) para garantir a independência do povo yawanawá depois de passarem décadas oprimidos pelos seringalistas. Sob a liderança de Biraci, o povo viu a capacitação de professores e profissionais de saúde yawanawás (ambas profissões que costumavam ser exercidas somente pelos missionários) e a negociação comercial direta, como com a empresa norte-americana AVEDA para a venda de urucum e a fundação da aldeia Nova Esperança. A criação da OAEYRG (Organização dos Agricultores Extrativistas Yawanawá) em 1993, também fundada por Biraci, foi um grande marco dos avanços políticos dos yawanawás por ter sido a primeira organização representante do povo.
A virada do milênio viu o florescimento de vários projetos de resgate cultural yawanawá, como o festival anual Yawa e o projeto Yawanahãu Xinã ('Memória do Povo Yawanawá'). O festival aconteceu pela primeira vez em 2002 na aldeia Nova Esperança, onde ele ainda é sediado. O evento começou como uma forma dos yawanawás celebrarem sua cultura e apresentarem as antigas tradições às novas gerações. Ao longo dos anos, o que era uma festa local tomou proporções maiores, e atualmente recebe turistas, políticos e representantes de outros povos indígenas. Outro festival é o Mariri Yawanawá, que acontece paralelamente na aldeia Mutum. Já o Yawanahãu Xinã é um subprojeto do PRODOCLIN (Projeto de Documentação de Línguas Indígenas) e foi criado pela professora Maria Júlia Kenemeni Yawanawá, filha de Tuĩ Kuru. O projeto visa a registrar o conhecimento ancestral e a ampliar do alcance da tradição oral tirando proveito do pontencial da tecnologia.

### A língua e sua documentação

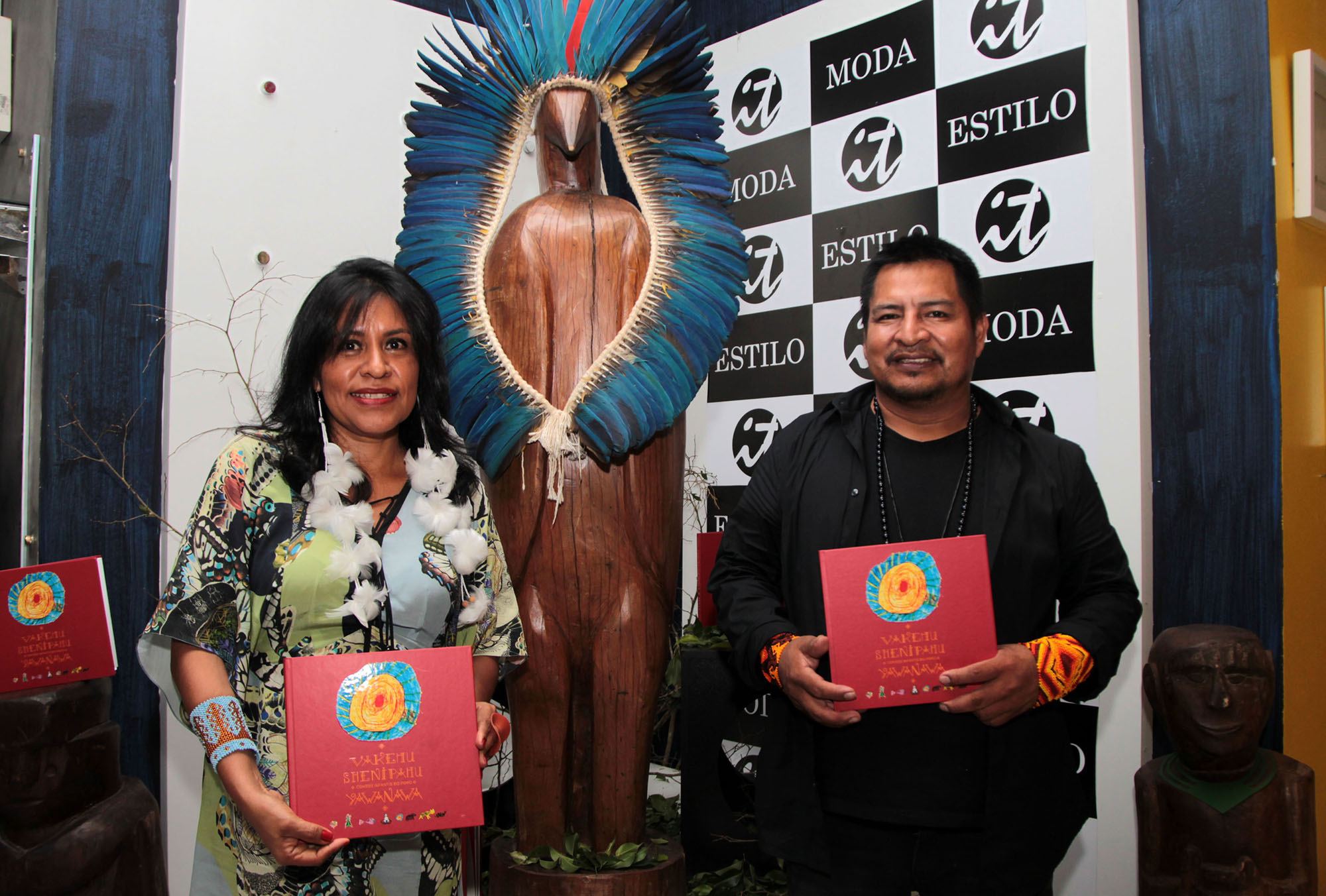
Lançamento do livro Vakehu Shenipahu

Como grande parte das línguas indígenas do Brasil, o yawanawá possuía uma tradição puramente oral, não deixando registros. A língua começou a ser documentada pelos missionários que a usavam para pregar a religião cristã nas escolas das aldeias yawanawás. Foram nessas escolas que o sistema ortográfico do yawanawá foi desenvolvido. Após a expulsão dos missionários, na década de 1980, essas escolas foram assumidas por professores yawanawás e participam dos projetos de registro e resgate cultural iniciandos nos anos 2000. Mesmo o início do processo de documentação sendo recente, o PRODOCLIN (Projeto de Documentação de Línguas Indígenas) possibilitou a realização pesquisas, produções literárias e materiais didáticos, todos feitos em associação com as escolas indígenas.
Atualmente, menos de um terço do povo yawanawá fala o próprio idioma. Isso se deve à depreciação da cultura yawanawá em relação à cultura branca e principalmente à falta de conteúdo escrito em yawanawá. Por essa razão, muitos jovens yawanawás abandonaram sua língua e se tornaram monolígues em português. Os projetos de revitalização estão lentamente mudando esse cenário, com um foco especial na escola e nas crianças por meio de obras como o livro Vakehu Shenipahu, que conta histórias infantis yawanawá em ambas as línguas.

## Fonologia

### Consoantes
O yawanawá possui 16 consoantes. Os fonemas estão representados no AFI (Alfabeto Fonético Internacional) na tabela abaixo:
|                  | Bilabial | Labiovelar | Alveolar | Retroflexa | Palatal | Velar | Glotal |
| ---------------- | -------- | ---------- | -------- | ---------- | ------- | ----- | ------ |
| Nasal            | m        |            | n        |            |         |       |        |
| Oclusiva         | p        |            | t        |            |         | k     |        |
| Fricativa        | β ɸ      |            | s        | ʂ          | ʃ       |       | h      |
| Aproximante      |          | w          |          |            | j       |       |        |
| Africada         |          |            | t͡s       |            | t͡ʃ      |       |        |
| Vibrante simples |          | ɾ          |          |            |         |       |        |

### Vogais
As vogais do yawanawá são controversas. Na primeira gramática da língua, foram listadas apenas as vogais curtas, sem as longas ou as nasais. No entanto, registros do PRODOCLIN mostram que a duração das vogais possui relevância semântica e que as primeiras regras postuladas para a nasalização estavam incorretas, o que indica a existência dessas vogais.
|         | Anterior | Anterior | Anterior | Central | Central | Central | Posterior | Posterior | Posterior |
| curta   | longa    | nasal    | curta    | longa   | nasal   | curta   | longa     | nasal     |           |
| ------- | -------- | -------- | -------- | ------- | ------- | ------- | --------- | --------- | --------- |
| Fechada | i        | iː       | ĩ        | ɨ       | ɨː      | ɨ̃       | u         | uː        | ũ         |
| Aberta  | a        | aː       | ã        |         |         |         |           |           |           |

### Fonotática
O yawanawá aprensenta o molde silábico (C)V(C). Não há restrições para qual vogal compõe o núcleo ou qual consoante compõe o ataque. Também não há restrições para a ocorrência dos diferentes padrões silábicos em uma palavra; um padrão silábico qualquer pode acompanhar qualquer outro. A posição de coda possui diversas restrições, que estão representadas na tabela abaixo:
| Coda                                                           | /s/                     | /ʂ/                | /ʃ/                | Coda           | /j/      | /w/ |
| -------------------------------------------------------------- | ----------------------- | ------------------ | ------------------ | -------------- | -------- | --- |
| Consoante seguinte                                             | /p/, /t/, /k/, /m/, /β/ | /p/, /k/, /n/, /β/ | /t/, /k/, /m/, /β/ | Vogal anterior | /a/, /u/ | /a/ |
| Nota: as aproximantes /j/ e /w/ também podem ser codas finais. |                         |                    |                    |                |          |     |

### Prosódia
O padrão de acentuação da língua yawanawá é iâmbico, ou seja, segue o padrão μ'μ. O símbolo mora (μ) é uma unidade abstrata de tempo usada para medir sílabas. Na maioria das palavras, as sílabas ímpares são átonas enquanto as pares possuem acento, sendo ele primário na última sílaba par e secundário nas outras (caso existam).
- [u.'wa] 'flor' (μ'μ)
- [na.'ka.ʃɨ] 'cupim' (μ'μ μ)
- [pa.ˌʂĩ.ni.'pa] 'amarelo' (μ'μ μ'μ)

As exceções a essa regra são palavras que contém sílabas pesadas (sílabas com duas moras). Nesse caso, a sílaba pesada ocupa a posição de duas leves e recebe acento. As sílabas pesadas ocorrem quando há uma consoante aproximante como coda ou a ocorrência de uma vogal longa.
- ['Tiː.ka] nome próprio (μ'μ μ)
- [ˌnuj.na.'ma] 'inimigo' (μ'μ μ'μ)

## Ortografia
A ortografia da língua yawanawá é feita no alfabeto latino, mas usando apenas 17 de suas letras. O diacrítico til (~) é usado para indicar a nasalização da vogal. A convenção ortográfica abaixo foi desenvolvida pelo próprio povo Yawanawá e é ensinada em suas escolas.
| Maiúscula | Minúscula | Pronúncia (IPA) | Aproximação com o português ou inglês                      |
| --------- | --------- | --------------- | ---------------------------------------------------------- |
| A         | a         | /a/             | alma                                                       |
| Ã         | ã         | /ã/             | maçã                                                       |
| E         | e         | /ɨ/             | pronunciado como /i/ com os lábios arredondados            |
| Ẽ         | ẽ         | /ɨ̃/             | pronunciado como /i/ nasalizado com os lábios arredondados |
| F         | f         | /ɸ/             | pronunciado como /f/ enconstando os lábios                 |
| H         | h         | /h/             | arrasto (em algumas variantes)                             |
| I         | i         | /i/             | minhoca                                                    |
| Ĩ         | ĩ         | /ĩ/             | pronunciando como /i/ nasalizado                           |
| K         | k         | /k/             | camiseta                                                   |
| M         | m         | /m/             | moqueca                                                    |
| N         | n         | /n/             | náutico                                                    |
| P         | p         | /p/             | pipoca                                                     |
| R         | r         | /ɾ/             | arara                                                      |
| S         | s         | /s/             | sotaque                                                    |
| SH        | sh        | /ʂ/             | chá                                                        |
| T         | t         | /t/             | tato                                                       |
| TS        | ts        | /t͡s/            | tsuru                                                      |
| TX        | tx        | /t͡ʃ/            | tchau                                                      |
| U         | u         | /u/             | música                                                     |
| V         | v         | /β/             | pronunciado como /v/ encostando os lábios                  |
| W         | w         | /w/             | wow (inglês)                                               |
| Y         | y         | /j/             | boia                                                       |

## Gramática

### Pronomes

#### Pronomes pessoais
O yawanawá possui pronomes pessoais para 3 pessoas no singular e no plural, além de fazer a distinção entre sujeito instransitivo, sujeito transitivo e objeto.
|    | Sujeito intransitivo | Sujeito transitivo | Objeto |
| -- | -------------------- | ------------------ | ------ |
| 1S | ẽ                    | ẽ                  | ea     |
| 2S | mĩ                   | mĩ                 | mia    |
| 3S | a                    | atũ                | a      |
| 1P | nũ                   | nũ                 | nuke   |
| 2P | mã                   | mã                 | matu   |
| 3P | ahu                  | ahãũ               | atu    |

Essa distinção é relacionada ao fato de que o yawanawá é uma língua ergativa-absolutiva e já foi interpretada por alguns autores como uma distinção entre o caso ergativo e o absolutivo. No entanto, o comportamento da terceira pessoa não se encaixa nessa definição.

#### Pronomes possessivos
A indicação de posse acontece por meio de sufixos. Para os pronomes pessoais, esse sufixo é o alomorfe -wẽ.
- Ewẽ kuka mã kai. 'Meu tio já está indo.'
- Nukẽ wixi yuxĩ huspi. 'Nosso quarto está cheio de espíritos.'

Já para substantivos e pronomes demonstrativos, é usado do alomorfe -nẽ.
- Tikanẽ peshe pakea. 'A casa de Tika caiu.'
- Yawã rua 'Chefe dos Yawanawás (literalmente: chefe dos queixadas)

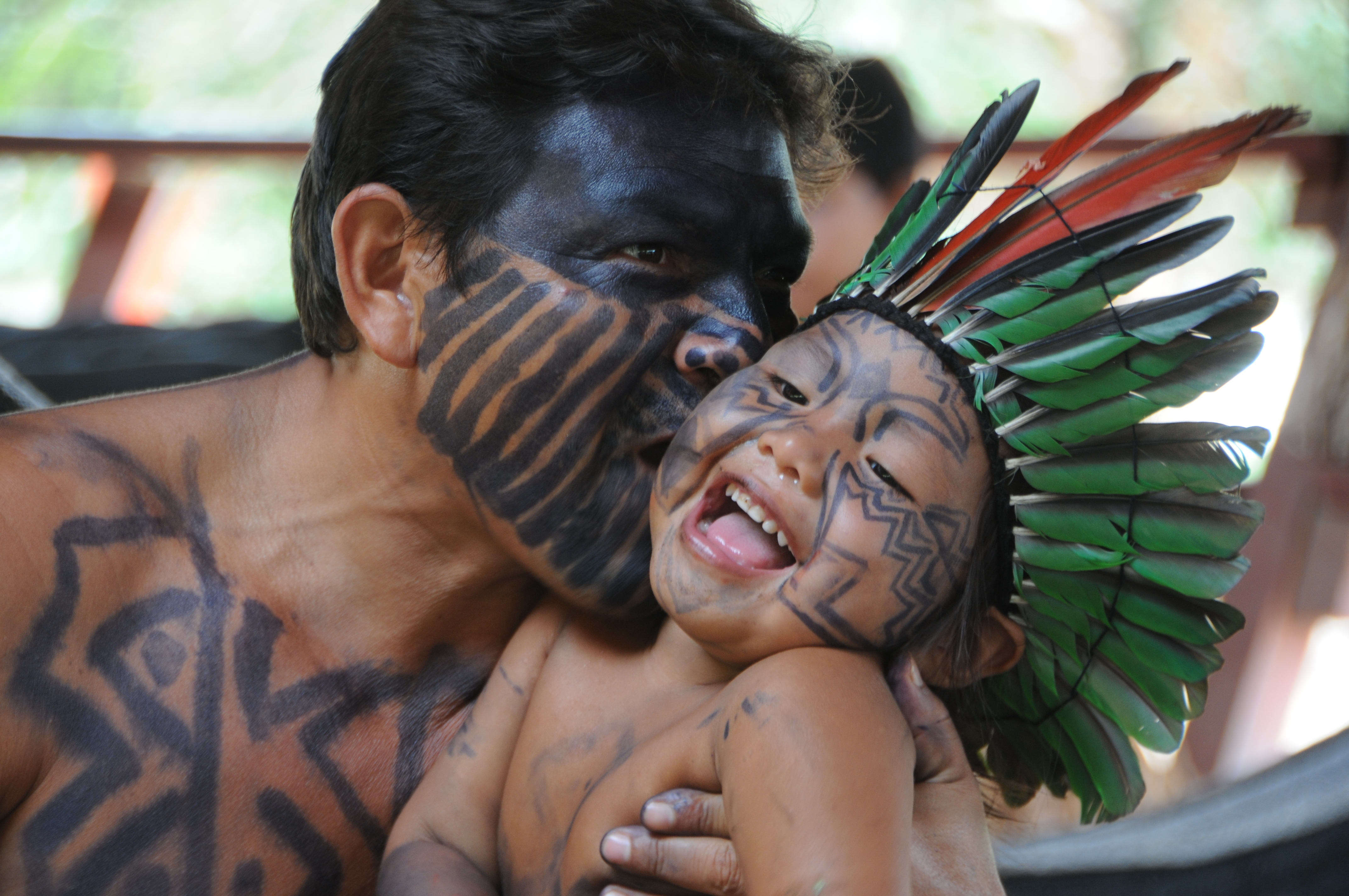
9º festival Yawa

As palavras mãe, pai e irmã/irmão são as únicas na língua yawanawá que não precisam de sufixo para serem possuídas já que são posses inalienáveis.
- ewa. 'Minha mãe.'
- mivenanea. 'Seu irmão/sua irmã.'

#### Pronomes demonstrativos
O yawanawá possui três pronomes demonstrativos: na (perto), a (médio) e ua (longe), sendo que o ponto de vista é do falante.
- Na vĩ pihaya shuatapa. 'Esta mordida de carapanã está coçando muito.'
- A tsuati tsui. 'Essa cana está murchando.'
- Ua kape ui. 'Aquele jacaré está vindo.'

### Substantivos
Os substantivos não possuem número, gênero ou determinação inerente no yawanawá. Eles são caracterizados por poderem ser núcleos de argumentos verbais, locacionais, comitativos e instrumentais.
- Nimewãnẽ peshe pakea'. 'A/uma tempestadederrubou a casa.'
- Pixĩ vetxi usha. '(Alguém) está dormindo sobre a esteira.'
- Mã Tikave' katãnamẽ? Vocês andaram com Tika?'
- Naimahũ ruweshaunẽ wixai. 'Naimahũ está escrevendo com computador.'

Substantivos também podem receber sufixos aumentativos (-wã) e diminutivos (-xta).
- Peshe'wã. ''Casarão/Casa grande.'
- Kamã'xta. ''Cachorrinho/Cachorro pequeno.'

#### Substantivos e numerais
É possível especificar o número de um subtantivo por meio do sufixo plural (-hu) ou expressando a quantidade em numerais.
- Kamãshakã katsu' retea. ''Kamãshakã matou veado/veados.'
- Kamãshakã katsu uesti' retea. ''Kamãshakã matou um veado.'
- Kamãshakã katsu rave' retea. ''Kamãshakã matou dois veados.'
- Kamãshakã katsuhu' retea. ''Kamãshakã matou veados.'

### Verbos

#### Verbos estativos e processuais
São os verbos que podem ser flexionados em aspecto, receber o sufixo intensificador (-tapa) e ter a valência aumentada pelo aplicativo -wa.
- Mã hui. 'Vocês estão sujos.'
- Mã huitapa. 'Vocês estão muito sujos.'

O aplicativo -wa permite que o verbo tome um argumento a mais, o que consiste em um aumento de valência.
- Na peshe yuxtu. 'Essa casa é torta.'

- Ẽ na peshe yuxtuwa. 'Eu fiz essa casa ser torta.'

##### Verbos intransitivos
São os verbos que tomam apenas o argumento de sujeito. Eles podem ser tanto estativos quanto ativos e se comportam da mesma maneira.
- Ẽ tsaua. 'Eu sentei/estou sentada.'
- Mĩ kai. 'Você está indo.'

##### Verbos transitivos
São os verbos que tomam dois argumentos, sujeito e objeto. Nomes e pronomes demonstrativos em posição de sujeito de verbos transitivos levam o alomorfe ergativo.
- Tikanẽ shawe ũiya. 'Tika viu o jabuti.'

- Sheki Teshkẽ Kate Yuve hia. 'Shekiteshke se casou com KateYuve.'

##### Verbos bitransitivos
São os verbos que tomam três argumentos, um sujeito (agente) e dois objetos (recipiente e tema). O único verbo encontrado em yawanawá que apresenta essa característica foi o verbo inã 'dar'.
- Kapakurũ ea pia inã. 'Kapakuru deu uma flecha para mim.'

##### Verbos auxiliares
Os verbos auxiliares possuem duas funções: criar um sintagma verbal a partir de um nome e substituir um verbo em respostas curtas. Existem dois verbos auxiliares, um para construções transitivas (ak) e outro para construções intransitivas (ik).
- Ẽ ushakatsa iki. 'Eu estou com sono.' (ushakatsa 'sono')
- Ẽ vakehu mesta aka. 'Eu briguei com a criança.' (mesta 'bronca')
- Mĩ munuimẽ? Iki. 'Você está dançando? Estou.'
- Mĩ anu reteaimẽ? Aki. 'Você está matando paca? Estou.'

O verbo ka 'ir' exerce uma função auxiliar distinta dos dois anteriores. Este indica que uma ação irá acontecer no futuro.
- Awetiãru mĩ ui kaimẽ? 'Quando é que você vai vir?'
- Ẽ yahi Sana nũ wai vanai kai. 'Eu e Sana vamos plantar roça.'

O verbo auxiliar sa pode ser traduzido vagamente como 'acontecer'.
- Manĩa ura urai sai. 'A banana está amarelando (o amarelamento da banana está acontecendo).'

#### Modo e aspecto verbal
O yawanawá possui 9 aspectos verbais. A tabela abaixo lista os sufixos de aspecto e seus significados.
| Aspecto                      | Sufixo | Exemplo de uso                                                              |
| ---------------------------- | ------ | --------------------------------------------------------------------------- |
| Perfeito                     | -a     | Peshe kua. 'A casa queimou.'                                                |
| Progressivo                  | -i     | Na vakehu ewai. 'Esta criança está crescendo.'                              |
| Resultativo                  | -pa    | Peshe ewapa. 'A casa ficou grande (cresceu)'.                               |
| Imperfectivo                 | -ai    | Awĩhu ixtuaitũ ea ũiya. 'A mulher que ia fungindo me viu.'                  |
| Habitual                     | -misi  | Ewẽ peshe ewapa imisi. 'Minha casa costumava ser grande.'                   |
| Habitual negativo            | -yusma | Na vakehu nikayusma. 'Essa criança nunca escuta.'                           |
| Inceptivo                    | -tia   | Ẽ itxutia. 'Eu comecei a correr.'                                           |
| Imperfeito (passado recente) | -haya  | Yumehu sheisahayahu. 'As crianças estavam fazendo muito barulho.'           |
| Imperfeito (passado remoto)  | -pãu   | Shukevena niatiã shaneihu ipãuni. 'Quando era vivo, Shukuvena era cacique.' |

Existem 5 tempos verbais no yawanawá.
| Tempo                  | Sufixo | Exemplo de uso                                                                  |
| ---------------------- | ------ | ------------------------------------------------------------------------------- |
| Passado remoto         | -ni    | Askarinishũ yui pãunihu. 'Era assim que contavam (os antigos).'                 |
| Passado recente        | -tame  | Yawanawá munu itameahu. 'Os Yawanawá festejaram (recentemente).'                |
| Passado noite anterior | -xin   | Ẽ nenu nukuxina. 'Cheguei aqui ontem à noite.'                                  |
| Futuro                 | -shei  | Tarauaca anu shava rave inũ westi winũshei. 'Vou passar três dias em Tarauacá.' |
| Presente               | -vazio | Na peshe yuxtu. 'A casa é torta.'                                               |

Os 6 modos verbais do yawanawá estão exibidos na tabela abaixo.
| Modo                     | Sufixo | Exemplo de uso                                                      |
| ------------------------ | ------ | ------------------------------------------------------------------- |
| Interrogativo            | -mẽ    | Mĩ rayaimẽ? 'Você está trabalhando?'                                |
| Desiderativo             | -pai   | Ẽ Yawanawahaũ tsãi tapĩpai. 'Quero aprender a língua dos Yawanawá.' |
| Imperativo (ordem)       | -we    | Ikiwe! 'Entre!'                                                     |
| Imperativo (advertência) | -kĩ    | Shupa shuku meyamakĩ. 'Não mexa no mamão verde.'                    |
| Imperativo (convite)     | -pũ    | Tsauyupũ. 'Sente-se aqui.'                                          |
| Irrealis                 | -tiru  | Uitiru. 'Pode ser que chova.'                                       |

### Adjetivos
No yawanawá, os adjetivos são verbos, em sua maioria estativos sem a adição de qualquer afixo.
- Na peshe yuxtu. 'Esta casa é torta.'
- A paxtu. 'Ele é surdo.'

Também existem palavras específicas que fogem desta regra, como a construção txeshepa (lit. ficou maduro) que assume o sentido de 'ser preto'.
- Isã txeshepa. 'O patoá é preto/ficou maduro.
- Peshe txeshepa. 'A casa é preta.'

### Sentença

#### Ordem da frase
O yawanawá possui o molde sujeito-(objeto)-verbo, independentemente do tipo de construção.
- Nimewãnẽsujeitopesheobjetopakeaverbo. 'A/uma tempestadederrubou acasa.'
- Mĩsujeito rayaimẽverbo? 'Você está trabalhando?'

#### Alinhamento
O alinhamento do yawanawá é ergativo-absolutivo. A distinção entre pronomes pessoais para sujeito intransitivo, sujeito transitivo e objeto advém dessa característica. Alguns autores chegaram a postular que o sufixo aloforme marcador do caso ergativo se aplicasse a qualquer sujeito transitivo, incluindo pronomes pessoais, mas o sufixo aparece somente em substantivos e pronomes demonstrativos, enquanto os pronomes pessoais têm sua prórpia regra. No entanto, o yawanawá possui uma peculiaridade: enquanto na maioria das línguas ergativas-absolutivas os sujeitos intransitivos de verbos ativos se comportam da mesma maneira que sujeitos transitivos e sujeitos intransitivos de verbos estativos se comportam como objetos, qualquer sujeito intransitivo se comporta como sujeito transitivo no yawanawá, independentemente do verbo.

## Vocabulário

### Lista de Swadesh

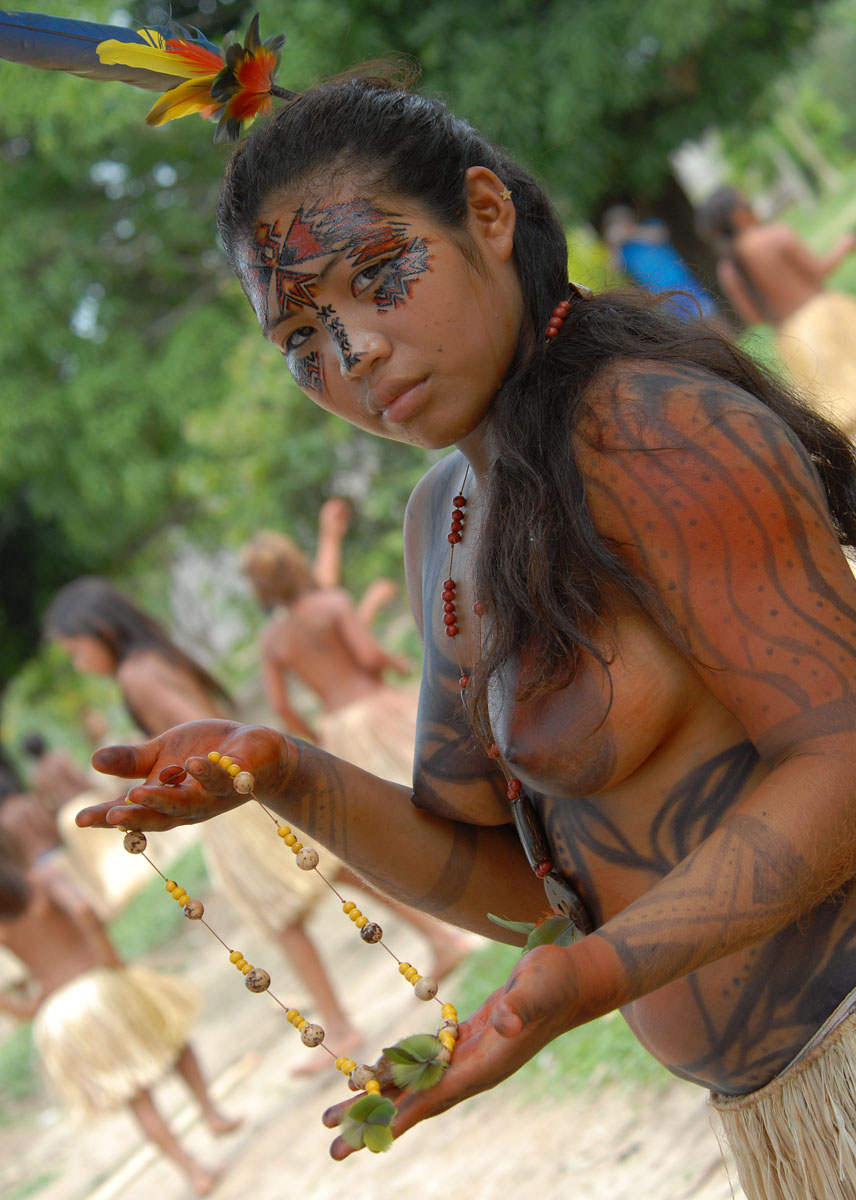
Mulher mostrando artesanato yawanawá

A Lista de Swadesh é uma lista de palavras básicas que representam conceitos teoricamente universais. A tabela abaixo mostra a lista de Swadesh de 207 palavras em português e yawanawá.
| Nº   | Português | Yawanawá                                                        | Nº                                                              | Português                                                       | Yawanawá                                                        | Nº                                                              | Português                                                       | Yawanawá                                                        |
| ---- | --------- | --------------------------------------------------------------- | --------------------------------------------------------------- | --------------------------------------------------------------- | --------------------------------------------------------------- | --------------------------------------------------------------- | --------------------------------------------------------------- | --------------------------------------------------------------- |
| 1    | eu        | ẽ                                                               | 70                                                              | pena                                                            | --                                                              | 139                                                             | contar                                                          | yui                                                             |
| 2    | você      | mĩ                                                              | 71                                                              | cabelo                                                          | hu                                                              | 140                                                             | falar                                                           | tsãi                                                            |
| 3    | ele/ela   | a/atũ                                                           | 72                                                              | cabeça                                                          | mapu                                                            | 141                                                             | cantar                                                          | yamã                                                            |
| 4    | nós       | nũ                                                              | 73                                                              | orelha                                                          | pahĩki                                                          | 142                                                             | brincar                                                         | --                                                              |
| 5    | vocês     | mã                                                              | 74                                                              | olho                                                            | veru                                                            | 143                                                             | flutuar                                                         | --                                                              |
| 6    | eles/elas | ahu/ahãũ                                                        | 75                                                              | nariz                                                           | rekĩ                                                            | 144                                                             | fluir                                                           | --                                                              |
| 7    | isto      | na                                                              | 76                                                              | boca                                                            | asfa                                                            | 145                                                             | congelar                                                        | --                                                              |
| 8    | aquilo    | ua                                                              | 77                                                              | dente                                                           | tsika                                                           | 146                                                             | inchar                                                          | --                                                              |
| 9    | aqui      | nenu                                                            | 78                                                              | língua                                                          | ãna                                                             | 147                                                             | sol                                                             | vari                                                            |
| 10   | aí        | a                                                               | 79                                                              | unha (mão)                                                      | --                                                              | 148                                                             | lua                                                             | ushe                                                            |
| 11   | quem      | tsua                                                            | 80                                                              | pé                                                              | tae                                                             | 149                                                             | estrela                                                         | ixtĩ                                                            |
| 12   | o quê     | awea                                                            | 81                                                              | perna                                                           | --                                                              | 150                                                             | água                                                            | maka                                                            |
| 13   | onde      | hani                                                            | 82                                                              | joelho                                                          | ratũku                                                          | 151                                                             | chuva                                                           | ui                                                              |
| 14   | quando    | -tiã                                                            | 83                                                              | mão                                                             | me                                                              | 152                                                             | rio                                                             | waka/wakãwã                                                     |
| 15   | como      | awesai                                                          | 84                                                              | asa                                                             | --                                                              | 153                                                             | lago                                                            | iyã                                                             |
| 16   | não       | -yama                                                           | 85                                                              | barriga                                                         | --                                                              | 154                                                             | mar                                                             | --                                                              |
| 17   | tudo      | --                                                              | 86                                                              | estômago                                                        | --                                                              | 155                                                             | sal                                                             | --                                                              |
| 18   | muitos    | itxapa                                                          | 87                                                              | pescoço                                                         | teshu                                                           | 156                                                             | pedra                                                           | --                                                              |
| 19   | alguns    | rave                                                            | 88                                                              | costas                                                          | --                                                              | 157                                                             | areia                                                           | maxi                                                            |
| 20   | poucos    | itxapama                                                        | 89                                                              | seio                                                            | shutxi                                                          | 158                                                             | pó                                                              | --                                                              |
| 21   | outro(s)  | wetsa                                                           | 90                                                              | coração                                                         | --                                                              | 159                                                             | terra                                                           | mai                                                             |
| 22   | um        | uesti                                                           | 91                                                              | fígado                                                          | taka                                                            | 160                                                             | nuvem                                                           | vuxta                                                           |
| 23   | dois      | rave                                                            | 92                                                              | beber                                                           | aya                                                             | 161                                                             | neblina                                                         | --                                                              |
| 24   | três      | rave inũ uesti                                                  | 93                                                              | comer                                                           | pi                                                              | 162                                                             | céu                                                             | --                                                              |
| 25   | quatro    | rave inũ rave                                                   | 94                                                              | morder                                                          | naka                                                            | 163                                                             | vento                                                           | niwe                                                            |
| 26   | cinco     | mehi uesti                                                      | 95                                                              | chupar                                                          | --                                                              | 164                                                             | neve                                                            | --                                                              |
| 27   | grande    | -wã/iwapa                                                       | 96                                                              | cuspir                                                          | --                                                              | 165                                                             | gelo                                                            | --                                                              |
| 28   | longo     | --                                                              | 97                                                              | vomitar                                                         | ãna                                                             | 166                                                             | fumaça                                                          | --                                                              |
| 29   | largo     | --                                                              | 98                                                              | soprar                                                          | --                                                              | 167                                                             | fogo                                                            | txi                                                             |
| 30   | espesso   | --                                                              | 99                                                              | respirar                                                        | --                                                              | 168                                                             | cinzas                                                          | --                                                              |
| 31   | pesado    | -tapa                                                           | 100                                                             | rir                                                             | shetxi                                                          | 169                                                             | queimar                                                         | ku                                                              |
| 32   | pequeno   | -xta/iwapama                                                    | 101                                                             | ver                                                             | ũi                                                              | 170                                                             | estrada                                                         | --                                                              |
| 33   | curto     | hutu                                                            | 102                                                             | ouvir                                                           | nika                                                            | 171                                                             | montanha                                                        | --                                                              |
| 34   | raso      | --                                                              | 103                                                             | saber                                                           | tapĩ                                                            | 172                                                             | vermelho                                                        | uxĩnipa                                                         |
| 35   | fino      | --                                                              | 104                                                             | pensar                                                          | xinã                                                            | 173                                                             | verde                                                           | --                                                              |
| 36   | mulher    | awĩhu                                                           | 105                                                             | cheirar                                                         | ĩnĩ                                                             | 174                                                             | amarelo                                                         | pasĩnipa                                                        |
| 37   | homem     | nuke                                                            | 106                                                             | ter medo                                                        | --                                                              | 175                                                             | branco                                                          | usupa                                                           |
| 38   | humano    | yura                                                            | 107                                                             | dormir                                                          | usha                                                            | 176                                                             | preto                                                           | txehxepa                                                        |
| 39   | criança   | vakehu                                                          | 108                                                             | viver                                                           | ni                                                              | 177                                                             | noite                                                           | yame                                                            |
| 40   | esposa    | awĩ                                                             | 109                                                             | morrer                                                          | naa                                                             | 178                                                             | dia                                                             | shava                                                           |
| 41   | marido    | venẽ                                                            | 110                                                             | matar                                                           | rete                                                            | 179                                                             | ano                                                             | --                                                              |
| 42   | mãe       | wa                                                              | 111                                                             | lutar                                                           | --                                                              | 180                                                             | morno                                                           | --                                                              |
| 43   | pai       | pa                                                              | 112                                                             | caçar                                                           | ni ka                                                           | 181                                                             | frio                                                            | --                                                              |
| 44   | animal    | --                                                              | 113                                                             | golpear                                                         | kuxa                                                            | 182                                                             | cheio                                                           | huspi                                                           |
| 45   | peixe     | yuma                                                            | 114                                                             | cortar                                                          | shte                                                            | 183                                                             | novo                                                            | shuku                                                           |
| 46   | pássaro   | venu                                                            | 115                                                             | separar                                                         | tiri                                                            | 184                                                             | velho                                                           | anihu                                                           |
| 47   | cachorro  | kamã                                                            | 116                                                             | apunhalar                                                       | --                                                              | 185                                                             | bom                                                             | ara                                                             |
| 48   | piolho    | --                                                              | 117                                                             | coçar                                                           | shua                                                            | 186                                                             | ruim                                                            | --                                                              |
| 49   | cobra     | runu                                                            | 118                                                             | cavar                                                           | --                                                              | 187                                                             | estragado                                                       | txaka                                                           |
| 50   | minhoca   | --                                                              | 119                                                             | nadar                                                           | tupĩ                                                            | 188                                                             | sujo                                                            | hui                                                             |
| 51   | árvore    | iwi                                                             | 120                                                             | voar                                                            | nuiya                                                           | 189                                                             | reto                                                            | --                                                              |
| 52   | floresta  | nii                                                             | 121                                                             | andar                                                           | --                                                              | 190                                                             | redondo                                                         | --                                                              |
| 53   | graveto   | iwi teke                                                        | 122                                                             | vir                                                             | u                                                               | 191                                                             | afiado                                                          | kewã                                                            |
| 54   | fruta     | vimi                                                            | 123                                                             | deitar                                                          | raka                                                            | 192                                                             | achatado                                                        | --                                                              |
| 55   | semente   | eshe                                                            | 124                                                             | sentar                                                          | tsau                                                            | 193                                                             | suave                                                           | --                                                              |
| 56   | folha     | pei                                                             | 125                                                             | ficar de pé                                                     | ni                                                              | 194                                                             | molhado                                                         | --                                                              |
| 57   | raiz      | --                                                              | 126                                                             | virar                                                           | rave                                                            | 195                                                             | seco                                                            | --                                                              |
| 58   | tronco    | --                                                              | 127                                                             | cair                                                            | pake                                                            | 196                                                             | correto                                                         | --                                                              |
| 59   | flor      | uwa                                                             | 128                                                             | dar                                                             | inã                                                             | 197                                                             | próximo                                                         | na                                                              |
| 60   | grama     | wasi                                                            | 129                                                             | segurar                                                         | tsuma                                                           | 198                                                             | distante                                                        | ua                                                              |
| 61   | corda     | resfĩ                                                           | 130                                                             | apertar                                                         | --                                                              | 199                                                             | direita                                                         | --                                                              |
| 62   | pele      | --                                                              | 131                                                             | esfregar                                                        | --                                                              | 200                                                             | esquerda                                                        | --                                                              |
| 63   | carne     | nami                                                            | 132                                                             | lavar                                                           | txuki                                                           | 201                                                             | em                                                              | --                                                              |
| 64   | sangue    | imi                                                             | 133                                                             | limpar                                                          | --                                                              | 202                                                             | dentro de                                                       | --                                                              |
| 65   | osso      | shau                                                            | 134                                                             | puxar                                                           | shara                                                           | 203                                                             | com                                                             | -ve                                                             |
| 66   | gordura   | --                                                              | 135                                                             | empurrar                                                        | tsiki                                                           | 204                                                             | e                                                               | --                                                              |
| 67   | ovo       | vatxi                                                           | 136                                                             | jogar                                                           | puta                                                            | 205                                                             | se                                                              | --                                                              |
| 68   | chifre    | --                                                              | 137                                                             | amarrar                                                         | --                                                              | 206                                                             | porque                                                          | --                                                              |
| 69   | cauda     | --                                                              | 138                                                             | costurar                                                        | --                                                              | 207                                                             | nome                                                            | name                                                            |
| Nota | Nota      | Uma cédula com -- significa que falta fontes para essa palavra. | Uma cédula com -- significa que falta fontes para essa palavra. | Uma cédula com -- significa que falta fontes para essa palavra. | Uma cédula com -- significa que falta fontes para essa palavra. | Uma cédula com -- significa que falta fontes para essa palavra. | Uma cédula com -- significa que falta fontes para essa palavra. | Uma cédula com -- significa que falta fontes para essa palavra. |

### A história da Paca-de-Rabo

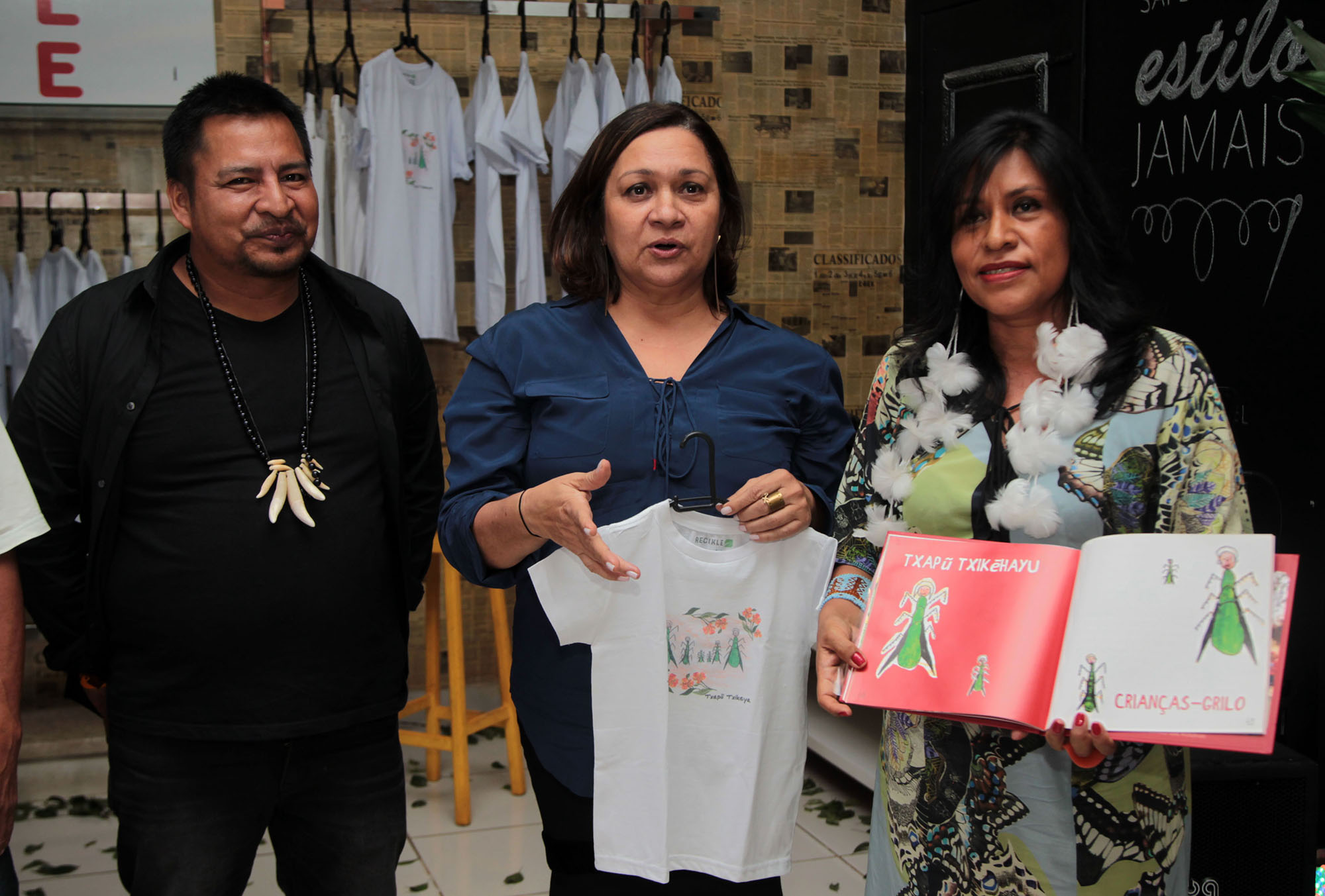
Lançamento do livro Vakehu Shenipahu

A obra Vakehu Shenipahu é uma coletânea de histórias infantis yawanawás contadas pelo pajé Tata, escritas em yawanawá e portguês. Entre elas está a história da Paca-de-Rabo (Kamã Manakatia), também chamada de Pacarana. A história conta que um homem tinha uma plantação de jerimum que era sempre roubada por um paca-de-rabo. Para pegá-lo, o homem se escondeu e esperou até que viesse comer os jerimuns, então deu uma flechada mortal nele. Entregou o animal morto para sua esposa e pediu a ela que o moqueasse. Mas, para a infelicidade do homem, a esposa do paca-de-rabo descobriu o que aconteceu e se disfarça de mulher para se vingar, matando sua esposa e 3 de seus filhos. No final da história, o homem e o filho restante descobrem o plano da paca-de-rabo e matam-na.
| Yawanawá | Português |
| --- | --- |
| Wai washũkahi, warã vanakĩ. Warã eshe vanakĩ. Warã eshe vanayamea kahi, warã shukuã, Warã venepa rasi. Askaitu kahi, Kamã Manakatia piyãwa piyãwaki. – Awea txikatã mē, ewē warã kurutima wakĩ piyãwa piyãwahinu mē. – Mia ruku uĩnũ. | Certa vez, um homem resolveu fazer um roçado para plantar jerimum. Plantou muitas sementes de jerimum. No lugar em que plantou as sementes, nasceram muito pés, carregados de muitos cachos. Depois de um tempo, apareceu uma Paca-de-Rabo, que vinha sempre comer a plantação de jerimum. – Que desgraça! Há alguém que não está deixando meus jerimuns amadurecerem! Está sempre comendo escondido, resmungou o dono do roçado de jerimuns. – Vai me pagar por isso! |